# Ligny-en-Cambrésis
Ligny-Haucourt, obecnie Ligny-en-Cambrésis – miejscowość i gmina we Francji, w regionie Hauts-de-France, w departamencie Nord.
Według danych na rok 1990 gminę zamieszkiwało 1835 osób, a gęstość zaludnienia wynosiła 148 osób/km² (wśród 1549 gmin regionu Nord-Pas-de-Calais Ligny-Haucourt plasuje się na 388. miejscu pod względem liczby ludności, natomiast pod względem powierzchni na miejscu 207.).